# 新檢見川站

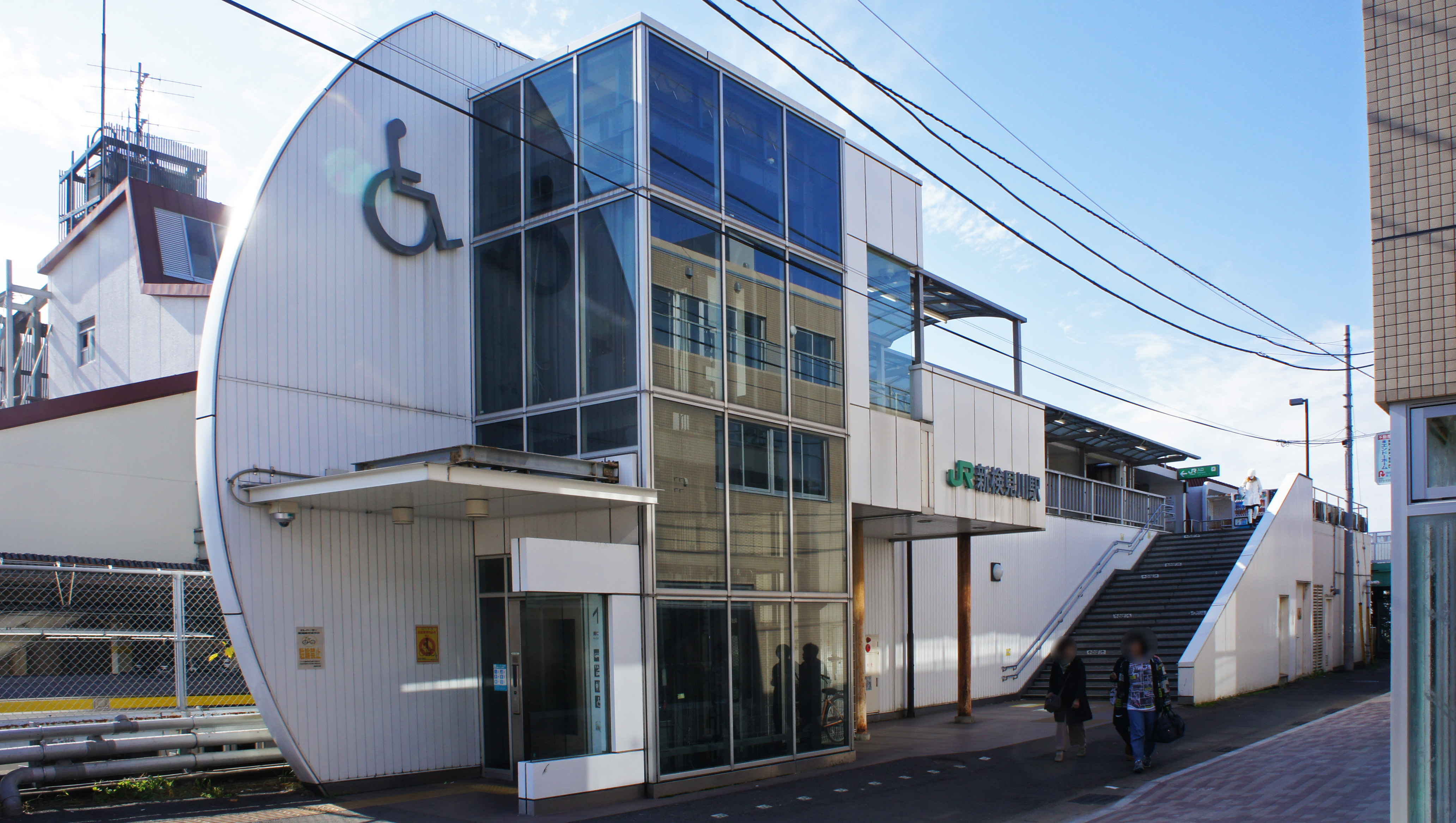
北口（2019年12月）

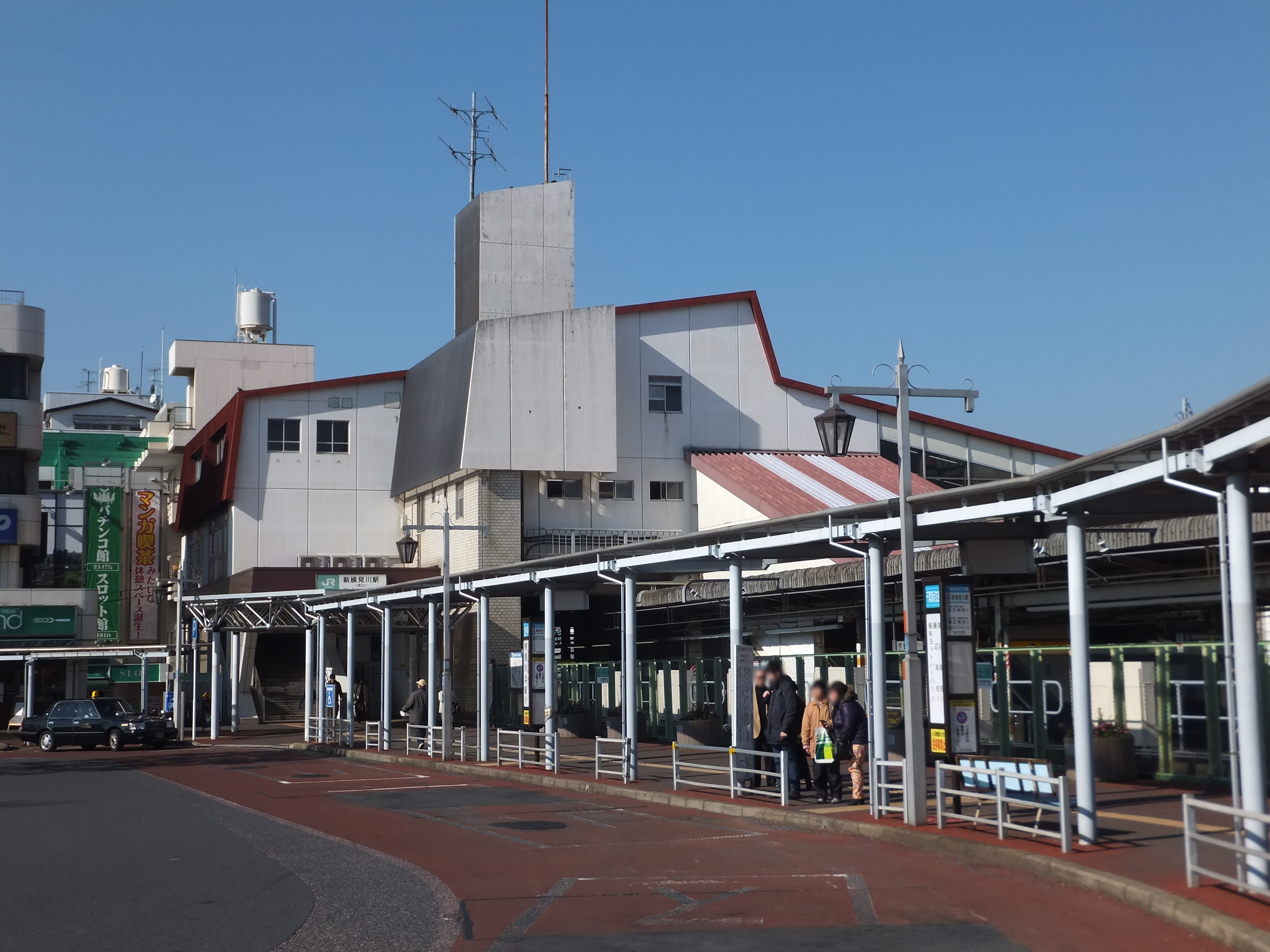
南口（2013年12月）

新檢見川站（日语：／ Shin-kemigawa eki */?）是位於日本千葉縣千葉市花見川區南花園二丁目，屬於東日本旅客鐵道（JR東日本）總武本線的鐵路車站。
此站只有行走緩行線的中央·總武線各站停車停靠。

## 車站構造
本站是一個地面車站，站房為跨站式站房設計，橫跨總武本線複複線軌道。本站有南口、西口、北口三個出口，均設於軌道兩旁。站內設有綠色窗口（營業時間：06:00－22:00），Suica自動剪票口和對號座位自動售票機等設備。
車站月台採島式月台1面2線設計。一直以來，月台至站房和站房至地面均只以樓梯連接。這個情況於2009年3月增設月台升降機（15日啟用）、南口升降機（25日啟用）和北口升降機（15日啟用）後才後的改善。現時北口的樓梯正在全面改建。

### 月台配置
| 月台 | 路線               | 方向 | 目的地                   |
| ---- | ------------------ | ---- | ------------------------ |
| 1    | 總武線（各站停車） | 西行 | 西船橋、秋葉原、新宿方向 |
| 2    | 總武線（各站停車） | 東行 | 稻毛、千葉方向           |

（來源：JR東日本:車站構內圖 （页面存档备份，存于））

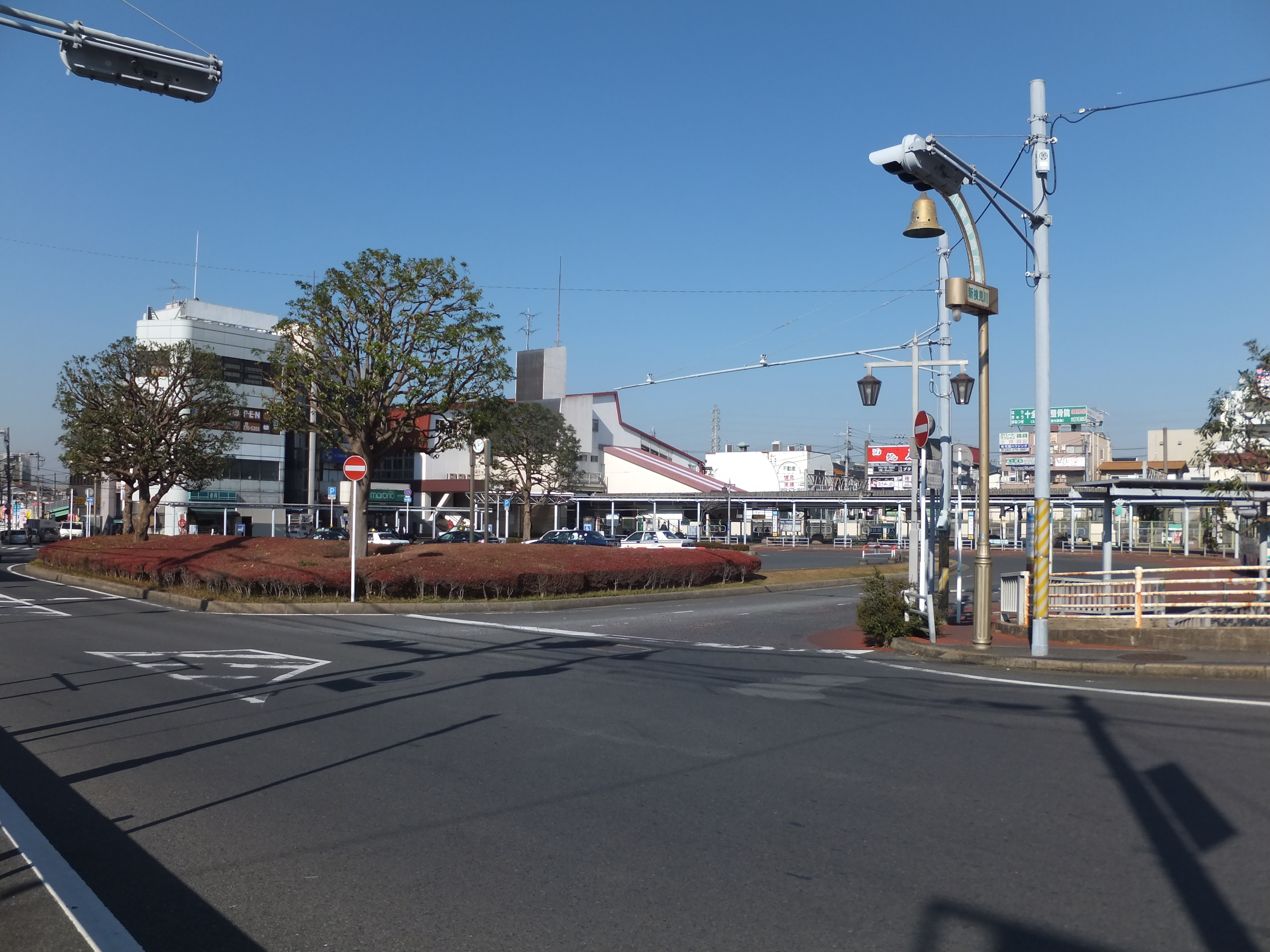
南口站前迴旋處（2013年12月）
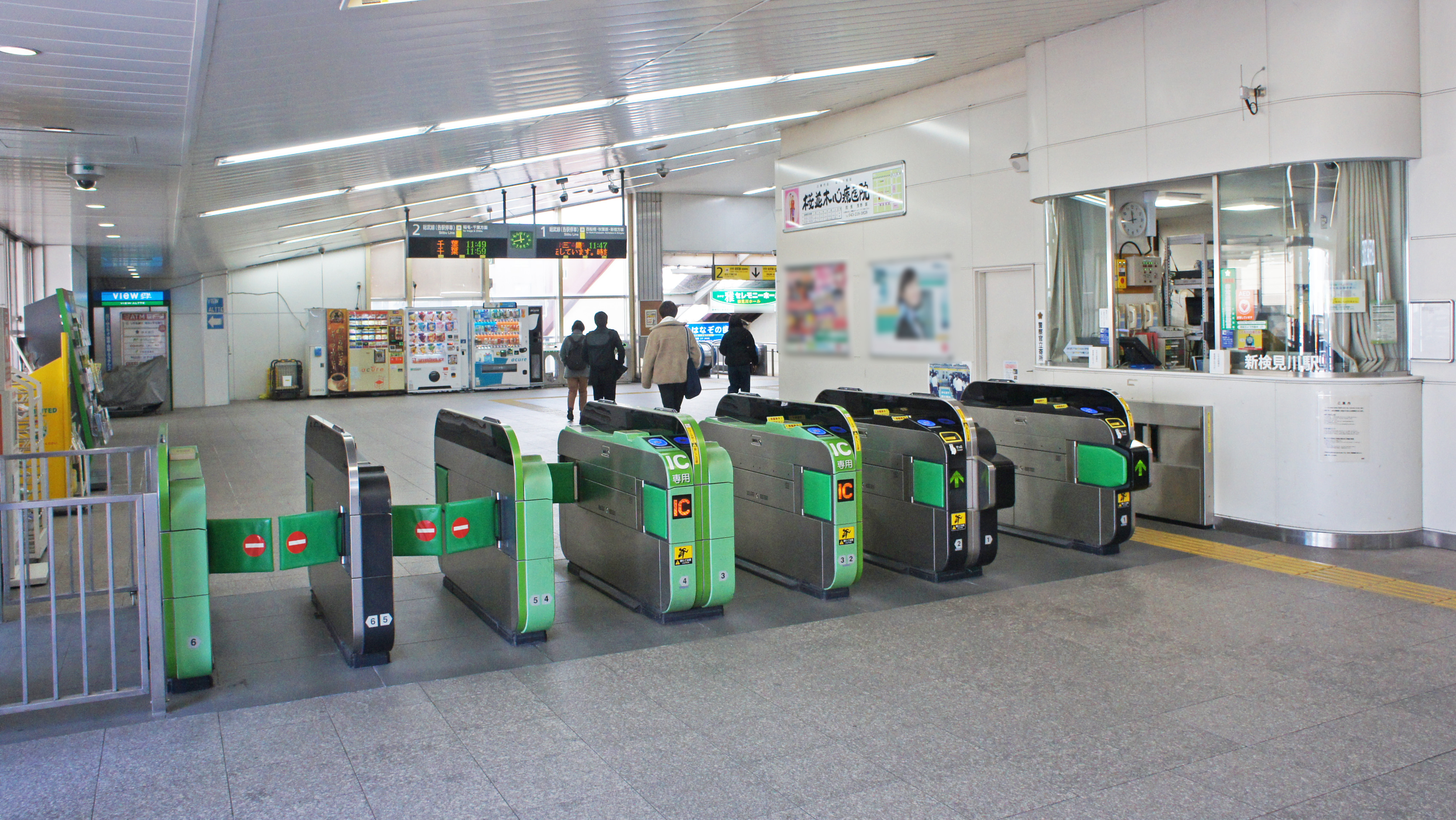
閘口（2019年12月）
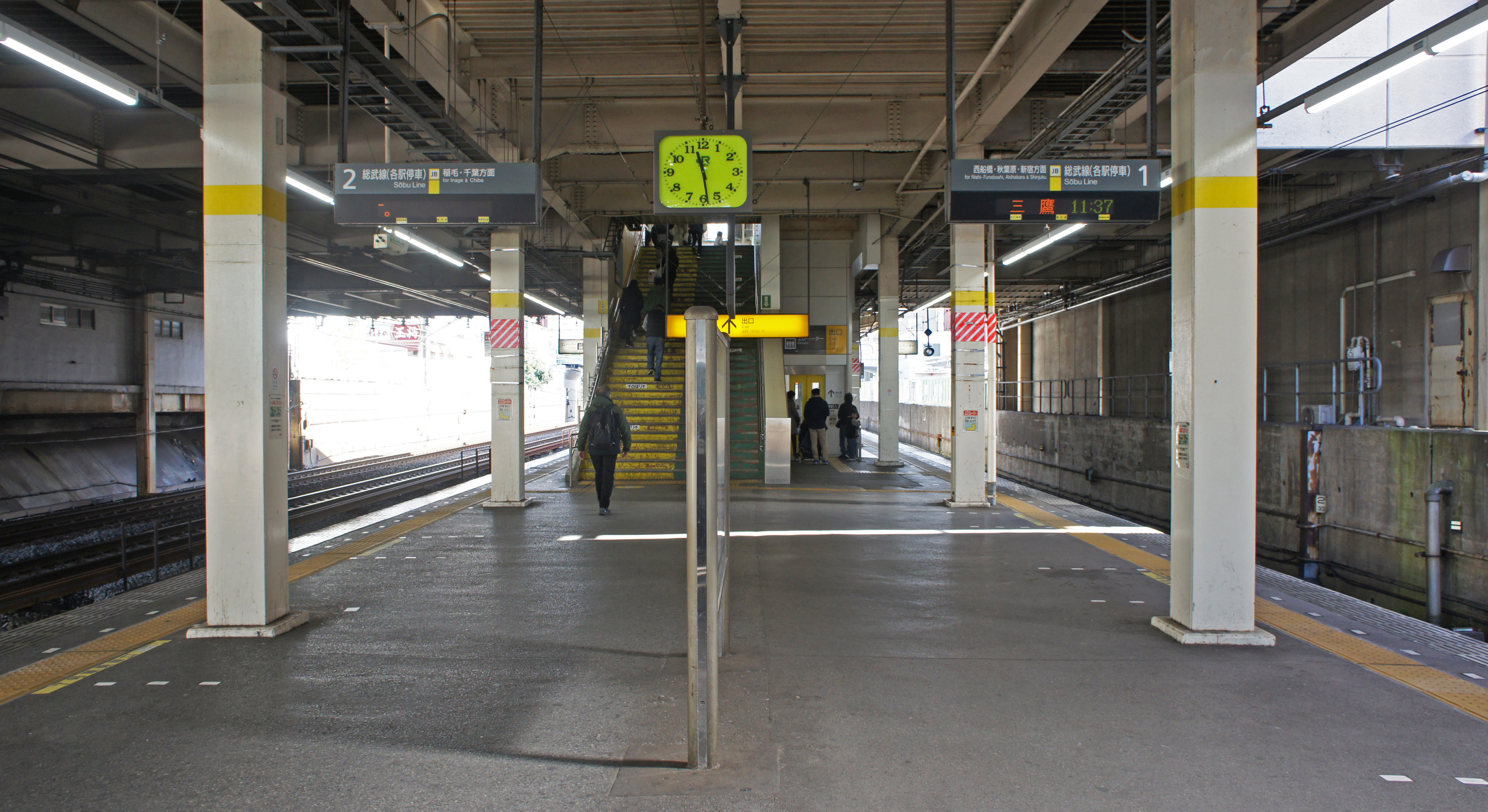
月台（2019年12月）

## 利用狀況
2019年（令和元年）度的1日平均上車人次為22,703人。
近年的1日平均上車人次的推移如下表。
| 年度               | 1日平均 上車人次 | 來源     |
| ------------------ | ---------------- | -------- |
| 1990年（平成02年） | 29,887           | [ * 1 ]  |
| 1991年（平成03年） | 29,545           | [ * 2 ]  |
| 1992年（平成04年） | 29,282           | [ * 3 ]  |
| 1993年（平成05年） | 29,196           | [ * 4 ]  |
| 1994年（平成06年） | 28,527           | [ * 5 ]  |
| 1995年（平成07年） | 28,085           | [ * 6 ]  |
| 1996年（平成08年） | 27,751           | [ * 7 ]  |
| 1997年（平成09年） | 26,829           | [ * 8 ]  |
| 1998年（平成10年） | 26,352           | [ * 9 ]  |
| 1999年（平成11年） | 25,971           | [ * 10 ] |
| 2000年（平成12年） | 25,695           | [ * 11 ] |
| 2001年（平成13年） | 25,560           | [ * 12 ] |
| 2002年（平成14年） | 25,201           | [ * 13 ] |
| 2003年（平成15年） | 24,987           | [ * 14 ] |
| 2004年（平成16年） | 24,594           | [ * 15 ] |
| 2005年（平成17年） | 24,143           | [ * 16 ] |
| 2006年（平成18年） | 24,061           | [ * 17 ] |
| 2007年（平成19年） | 23,852           | [ * 18 ] |
| 2008年（平成20年） | 23,800           | [ * 19 ] |
| 2009年（平成21年） | 23,337           | [ * 20 ] |
| 2010年（平成22年） | 23,101           | [ * 21 ] |
| 2011年（平成23年） | 22,873           | [ * 22 ] |
| 2012年（平成24年） | 22,894           | [ * 23 ] |
| 2013年（平成25年） | 23,467           | [ * 24 ] |
| 2014年（平成26年） | 23,084           | [ * 25 ] |
| 2015年（平成27年） | 23,208           | [ * 26 ] |
| 2016年（平成28年） | 23,005           | [ * 27 ] |
| 2017年（平成29年） | 22,940           | [ * 28 ] |
| 2018年（平成30年） | 23,046           |          |
| 2019年（令和元年） | 22,703           |          |

## 歷史
- 1951年（昭和26年）7月15日－本站開業，只經營客運業務。
- 1978年（昭和53年）5月－新站房（現站房）落成啟用，南口、西口、北口同時啟用。
- 1987年（昭和62年）4月1日－國鐵分割民營化，本站由JR東日本接手管理。
- 2001年（平成13年）11月18日－智能卡系統Suica正式投入服務。
- 2009年（平成21年）3月15日－車站收費區內的升降機啟用。
- 2009年（平成21年）3月27日－南口、北口的升降機啟用。

## 相鄰車站
東日本旅客鐵道
 總武線（各站停車）
幕張（JB 35）－新檢見川（JB 36）－稻毛（JB 37）

## 外部連結
- 車站資訊（新檢見川）：東日本旅客鐵道

35°39′6.5″N 140°4′23″E / 35.651806°N 140.07306°E